# Patricio
Patricio är en ort i Mexiko.   Den ligger i kommunen Catazajá och delstaten Chiapas, i den sydöstra delen av landet, 800 km öster om huvudstaden Mexico City. Patricio ligger 2 meter över havet och antalet invånare är 141.
Terrängen runt Patricio är mycket platt. Runt Patricio är det ganska glesbefolkat, med 26 invånare per kvadratkilometer. Närmaste större samhälle är Catazajá, 17,0 km söder om Patricio. Omgivningarna runt Patricio är en mosaik av jordbruksmark och naturlig växtlighet.